# Autoimmunity Reviews
Autoimmunity Reviews, abgekürzt Autoimmun. Rev., ist eine wissenschaftliche Fachzeitschrift, die vom Elsevier-Verlag veröffentlicht wird. Sie erscheint mit acht Ausgaben im Jahr. Es werden Arbeiten veröffentlicht, die sich mit dem Gebiet der Immunologie beschäftigen.
Der Impact Factor lag im Jahr 2014 bei 7,933. Nach der Statistik des ISI Web of Knowledge wird das Journal mit diesem Impact Factor in der Kategorie Immunologie an elfter Stelle von 148 Zeitschriften geführt.